# Longitarsus corynthius
Longitarsus corynthius là một loài bọ cánh cứng trong họ Chrysomelidae. Loài này được Reiche & Saulcy miêu tả khoa học năm 1858.